# Птипьер, Гонзальв
Гонза́льв Птипье́р (фр. Gonzalve Petitpierre; 17 апрела 1805, Сент-Обен, ныне Сент-Обен-Сож) — 2 февраля 1870, Берн) — швейцарский журналист и политик.

## Происхождение и семья
Сын французского генерала швейцарского происхождения Анри Птипьера. Был женат на Софи Жозефин Пете.

## Биография
С 1824 по 1825 годы — невшательский корреспондент газеты Nouvelliste vaudois. С 1826 по 1830 годы проживал во Фрисландии. С 1830 по 1831 год преподаватель стенографии в Невшателе и Лозанне. По возвращении в Швейцарию принимал участие в подготовке стенографического отчёта по дебатам в Большом совете кантона Во. В 1831 году основал газету Journal de Neuchâtel, несколько раз осуждался за публикацию враждебных королю Пруссии статей, был сторонником вхождения кантона в состав Швейцарии. В 1832 году был вынужден переехать в Берн, где продолжал деятельность в качестве журналиста и стенографа, был корреспондентом нескольких зарубежный газет. В 1839 году — личный секретарь Луи-Наполеона Бонапарта. Участник революции 1848 года в Невшателе. Депутат кантонального совета в 1848 года, государственный советник с 1849 по 1853 годы. С 1852 по 1856 годы — депутат кантонального конституционного совета, затем — Большого совета кантона. В 1853 году отстранён от участия в политической жизни из-за личных связей с Наполеоном III.
С 1854 по 1861 годы впервые опубликовал написанную за 100 лет до этого Жонасом Буавом историческую хронику Les Annales historiques du Comté de Neuchâtel et Valangin depuis Jules-César jusqu'en 1722 (с фр. — «Исторические анналы Графства Невшатель и Валанжена от Юлия Цезаря до 1722 года»).